# Соколовская, Александра Львовна
Алекса́ндра Льво́вна Соколо́вская (1872, Верхнеднепровск, Екатеринославская губерния — 29 апреля 1938, Алма-Ата) — русская революционерка-марксистка, жена Льва Троцкого.

## Биография
По профессии была акушеркой.
Революционеркой стала в Николаеве в 1890-х годах. Народница, затем социал-демократка (партстаж с 1897 года). Именно Соколовская познакомила и приобщила к марксизму входившего в один с ней кружок в Николаеве Льва Троцкого, который с ней поначалу активно дискутировал с народнических позиций. Стала его женой в 1898 году.
Дочерей Соколовской и Троцкого воспитывали Давид и Анна Бронштейны, родители Троцкого, в Яновке.
Троцкий и Соколовская были организаторами «Южно-русского рабочего союза». До 1902 года они вместе находились в тюрьме и в сибирской ссылке. У них было две дочери — Зинаида Волкова (родилась в 1901) и Нина Невельсон (родилась в 1902).
Когда Троцкий рассматривал возможность сбежать из Сибири летом 1902 года, Соколовская полностью согласилась. После того, как Троцкий встретил Наталью Седову, свою вторую жену, в Париже в конце 1902 года, его первый брак распался, несмотря на то, что оба поддерживали дружеские взаимоотношения до конца своей жизни.
После революции была на педагогической работе и сблизилась с Надеждой Крупской. Член ВКП(б) в 1917—1927 годах. Александра Соколовская жила в Ленинграде и работала завучем в Петришуле до своего ареста 11 декабря 1934 года (по другим данным персональный пенсионер). Продолжала переписываться с бывшим мужем, изгнанным из СССР. Приговорена ОС НКВД 10 февраля 1935 года к 5 годам ссылки в с. Демьянское Омской обл. Постановлением ОС НКВД от 01.07.1936 года приговорена к 5 годам ИТЛ; направлена в Севвостлаг НКВД. В колымском трудовом лагере её видела Надежда Иоффе, дочь Адольфа Иоффе.
В мае 1937 года была этапирована в Алма-Ату, выездной сессией Военной коллегии Верховного суда СССР в г. Алма-Ата осуждена 8 марта 1938 года и приговорена к расстрелу, расстреляна в тот же день в Алма-Ате. Согласно базе данных «Мемориала» (Ленинградский мартиролог) в 1938 году приговорена к высшей мере наказания. По утверждению В. Нетребского, смертный приговор не был приведён в исполнение и Соколовская дожила до хрущевской «оттепели»: в 1961 году КГБ сняло её «с оперативного учёта ввиду преклонного возраста».
Реабилитирована 7 марта 1990 года.